# ريتشارد هودسون (محاضر)
ريتشارد هودسون (بالإنجليزية: Richard Hodgson)‏ هو محاضر أسترالي، ولد في 24 سبتمبر 1885 في ملبورن في أستراليا، وتوفي في 1905 في بوسطن في الولايات المتحدة.